# هوبيرزين أ
هوبيرزين أ هو مركب شبه قلوي يُستخلص بشكل طبيعي من نبات الهوبيرزين النقي وبكميات متفاوتة من أنواع الهوبيرزين الأخرى. دُرس استخادم هوبيرزين أ كعلاج للحالات العصبية مثل مرض آلزهايمر، ولكن التحليل التلوي لتلك الدراسات خلص إلى أنها كانت ذات جودة منهجية سيئة وينبغي تفسير النتائج بحذر. يثبط هوبيرزين تحلل أستيل كولين الناقل العصبي بواسطة إنزيم أستيل كولين إستراز. ويُضرف عادةً بدون وصفة طبية كمكمل غذائي، ويتم تسويقه كمعزز إدراكي لتحسين الذاكرة والتركيز.

## الآثار الدوائية
يُستخرج هوبيرزين أ من نبات الهوبيرزين المُدبّب. ويُعتبر هوبيرزين أ مثبط عكسي لانزبم أسيتيل كولين استراز ومستقبلات NMDA التي تعبر حاجز الدم في الدماغ. أسيتيل كولين استراز هو الإنزيم الذي يحفز تحلل الأستيل كولين عند التشابكات العصبية هو وبعض النواقل العصبية التي تؤدي نفس الوظيفة. وقد تم تحديد هيكل مُجمع لمركب هوبيرزين أ مع بلورات أستيل كولين الأشعية بنسبة 10 (PDB كود: 1VOT).
دُرس هوبيرزين أ لعدة سنوات كعلاج محتمل للأمراض التي تتميز بالتحلل العصبي، وخاصةً مرض آلزهايمر. وجد تحيلي تلوي أُجري عام 2013 هذا المركب قد يكون فعالًا في تحسين الوظيفة الإدراكية، والحالة الطبية وأنشطة الحياة اليومية للأفراد الذين يعانون من مرض ألزهايمر. ومع ذلك، ويرجع ذلك إلى ضعف حجم ونوعية التجارب السريرية التي تم استعراضها، لم يُنصح باستخدامه كعلاج لمرض ألزهايمر ما لم تؤكد إجراء المزيد من الدراسات ذات جودة عالية آثاره المفيدة.
يتم تسويق Huperzine A أيضًا كمكمل غذائي مع ادعاءات تتعلق بقدرته على تحسين الذاكرة والوظائف العقلية. 

## الآثار السلبية
قد يتسبب هوبيرزين أ في آثار جانبية كولينية خفيفة مثل الغثيان والقيء والإسهال. ولا يُنصح باستخدامه أثناء الحمل والرضاعة بسبب نقص بيانات السلامة الكافية.

## التفاعلات الدوائية
قد يكون لهوبيرزين أتأثيرات إضافية إذا تم تناولها مع أدوية تسبب بطء القلب، مثل مضادات بيتا، مما قد يقلل من معدل ضربات القلب. ومن الناحية النظرية، قد يكون هناك تأثيرات كولينية مضافة محتملة إذا تم تناوله مع مثبطات أستيل كولين استراز أخرى أو عوامل كولينية.

## التصنيع
دُرست اثنتين من الوصفات الكلية القابلة للتطوير والكفاءة من هوبيرزين أ.